# Frederick McCubbin

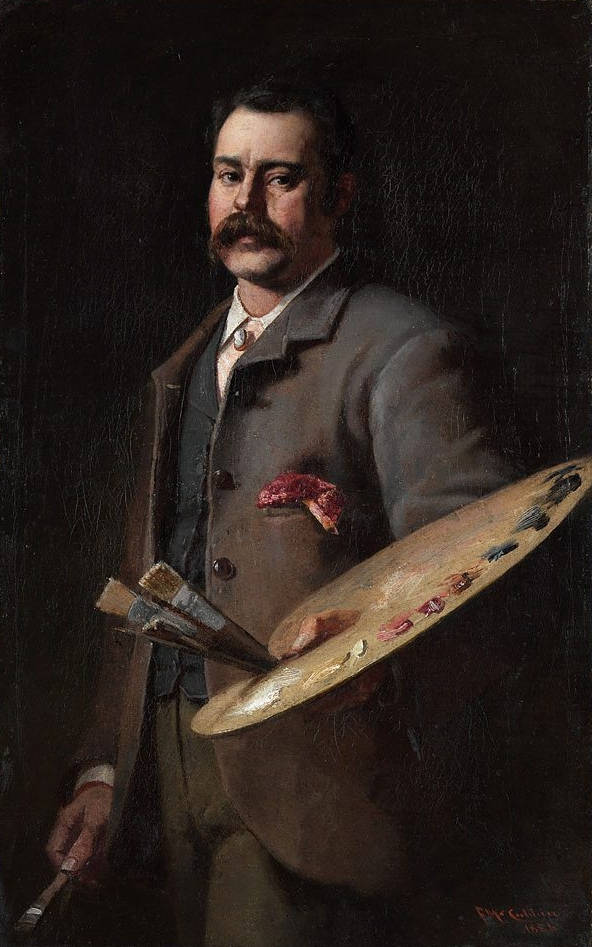
Frederick McCubbin, zelfportret, 1886

Frederick ('Fred') McCubbin (Melbourne, 25 februari 1855 - South Yarra, nu een voorstad van Melbourne, 20 december 1917) was een Australisch kunstschilder.

## Leven en werk
McCubbin was de zoon van een bakker en de derde van acht kinderen. Zijn moeder kwam uit Engeland. Na de middelbare school ging hij werken in de bakkerij van zijn ouders en volgde daarnaast een kunststudie aan de National Gallery of Victoria Art School, onder Eugene von Guerard. Hij raakte er bevriend met Tom Roberts. Later studeerde hij aan de Victorian Academy of the Arts, waar hij tussen 1876 en 1882 meerdere malen exposeerde. In deze periode, na de dood van zijn vader, nam hij tevens de leiding over de familiebakkerij over.

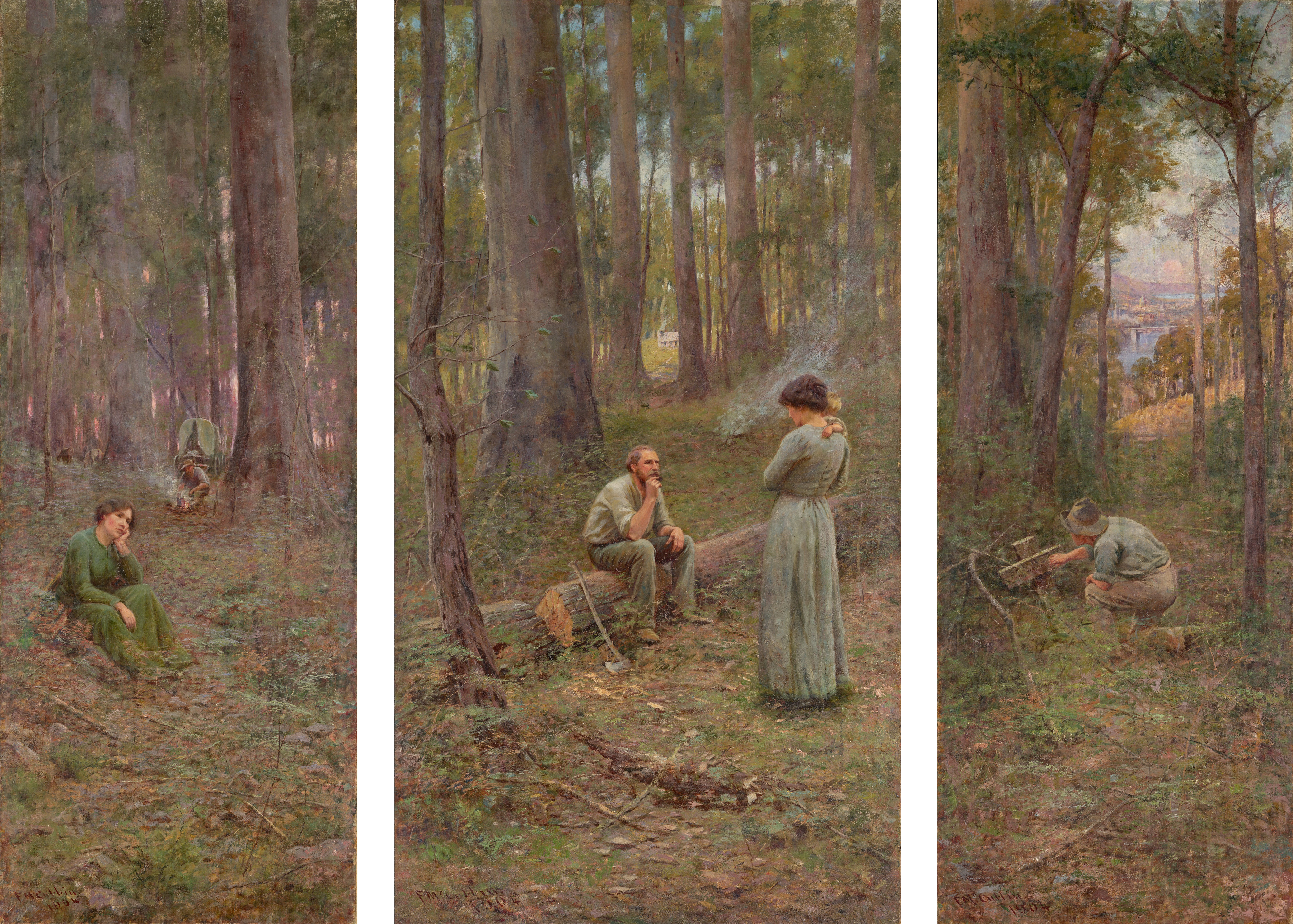
The pionier, 1904

In de loop van de jaren 1880 trok McCubbin steeds nadrukkelijker de aandacht als kunstschilder, verkocht veel schilderijen en won diverse prijzen. Vanaf 1888 gaf hij les aan de School of Design at the National Gallery te Melbourne en was daar leermeester van onder anderen Charles Conder en Arthur Streeton. In 1889 begon hij samen met Streeton, Conder en Tom Roberts de 'Heidelberg school', naar het plaatsje Heidelberg bij Melbourne. In deze periode schilderde hij in een wat lossere stijl, onder invloed van het impressionisme en het pleinairisme, waarbij hij veel experimenteerde met licht en kleur. Later zou hij vooral naam maken met zijn meer sobere realistische landschappen en genrewerken tegen de achtergrond van het Australische bushland, vaak met boeren of eenvoudige arbeiders. Zijn drieluik The Pioneer (1904) is daarvan een goed voorbeeld.
In 1889 huwde hij Annie Moriarty, met wie hij zeven kinderen kreeg. In 1907 maakte hij een reis naar Engeland en later naar Tasmanië, maar verder zou hij Australië niet verlaten. Tijdens de Eerste Wereldoorlog verslechterde zijn gezondheidstoestand. In 1917 overleed hij aan een hartstilstand, 62 jaar oud.
McCubbin geldt als een van de belangrijkste Australische kunstschilders van rond 1900. Veel van zijn werk bevindt zich momenteel in de National Gallery of Victoria en de National Gallery of Australia in Canberra. In 1998 werd zijn schilderij Bush Idyll verkocht voor 2.312.500 dollar, nog steeds een record voor een werk van een Australische kunstschilder.

## Galerij

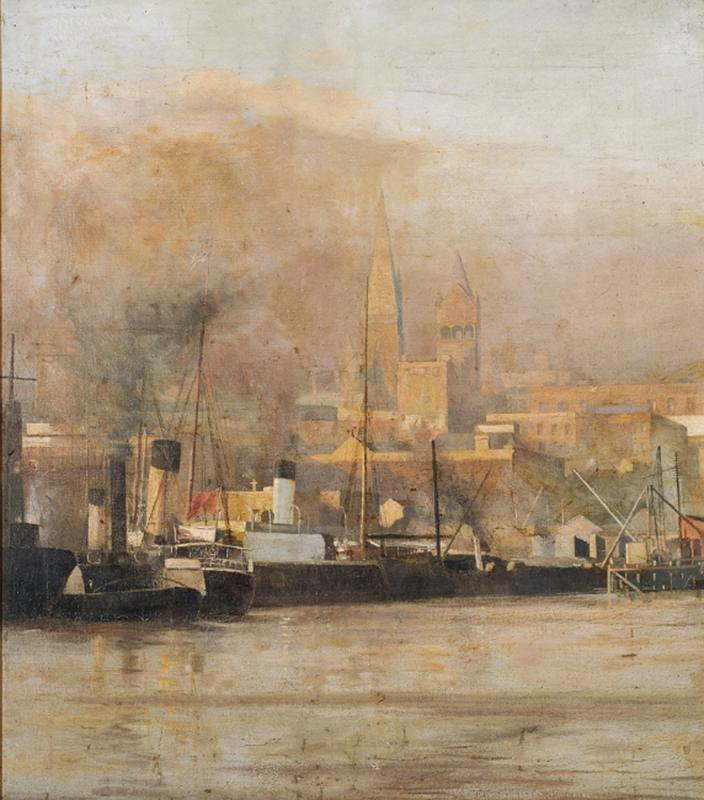
Melbourne
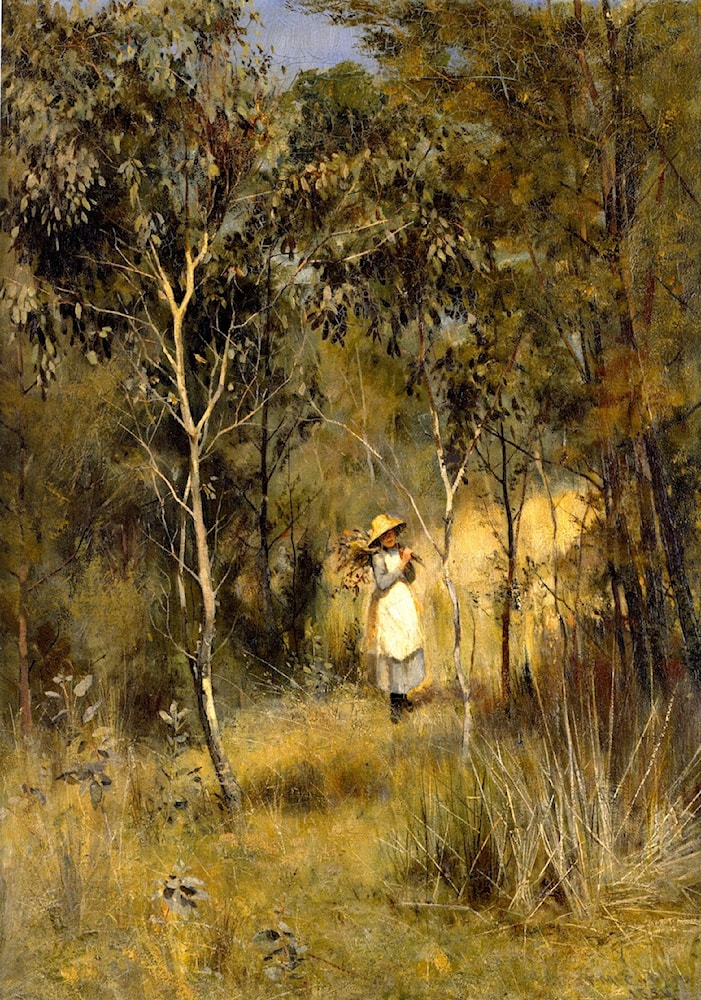
Gathering Mistletoe
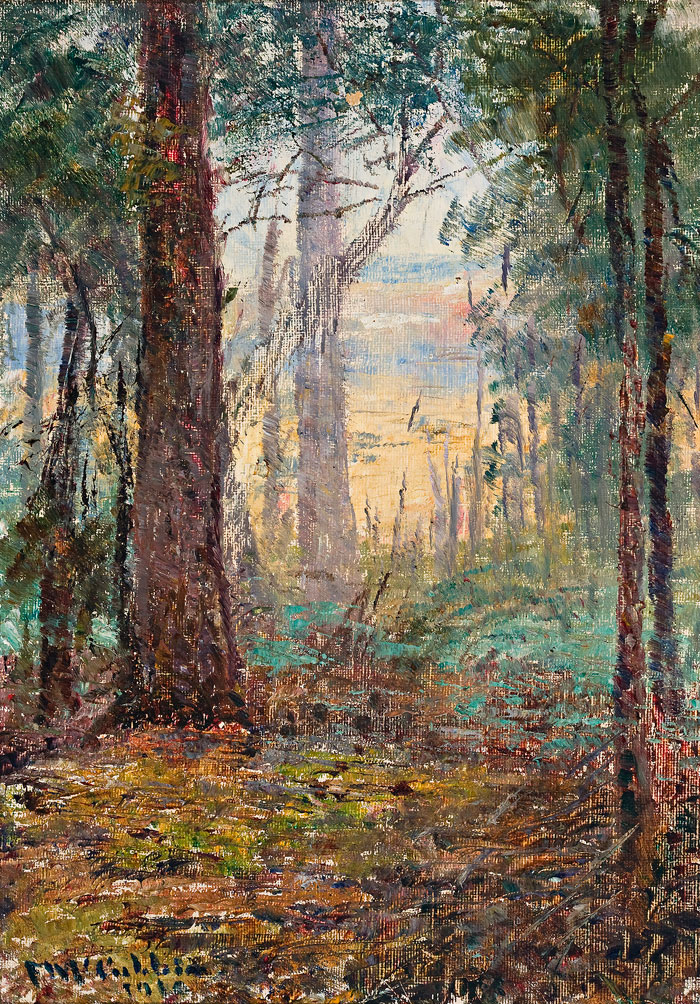
Forest Macedon
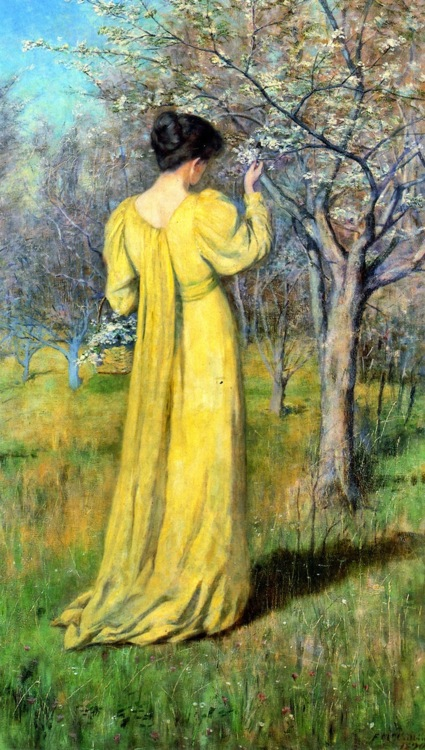
Spring
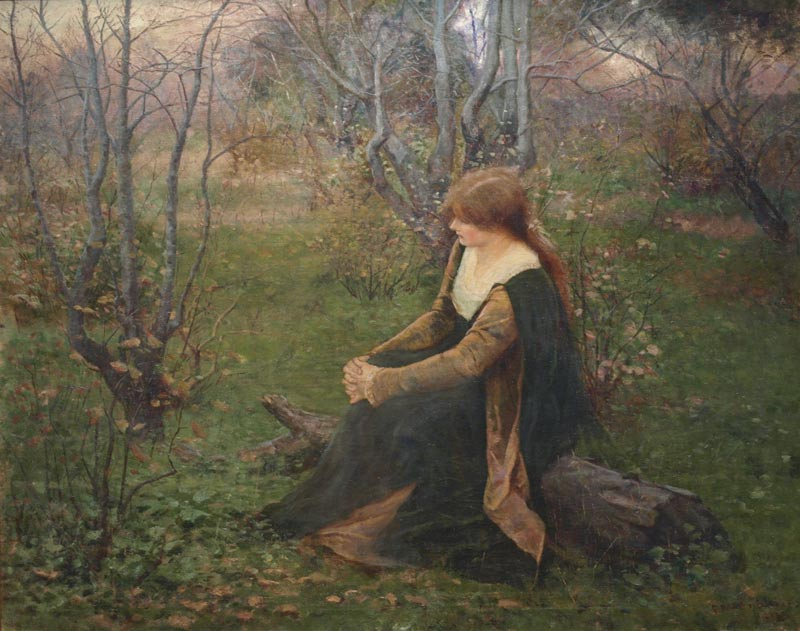
Autumn memories
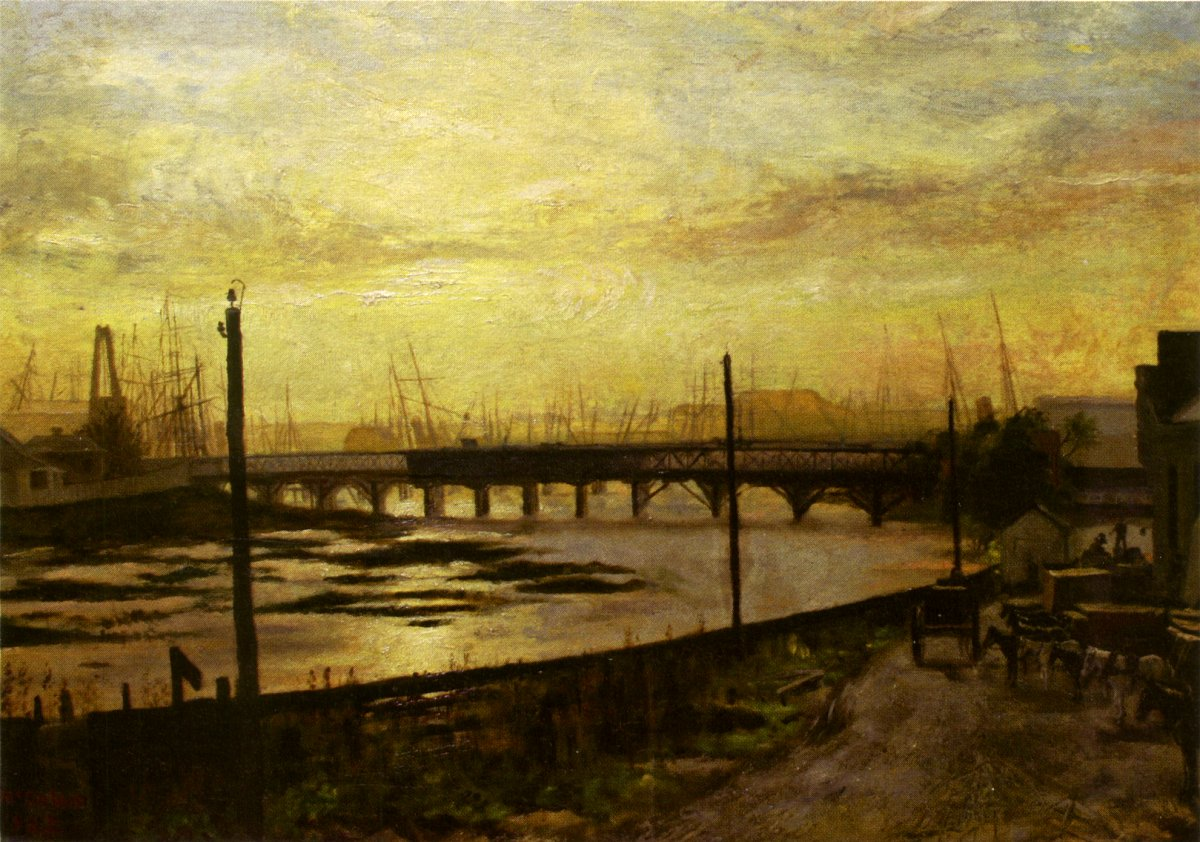
Falls Bridge Melbourne
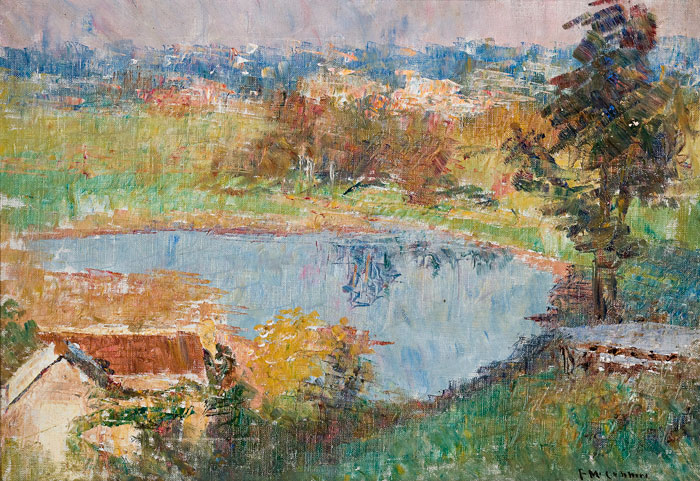
Colour Note at South Yarra
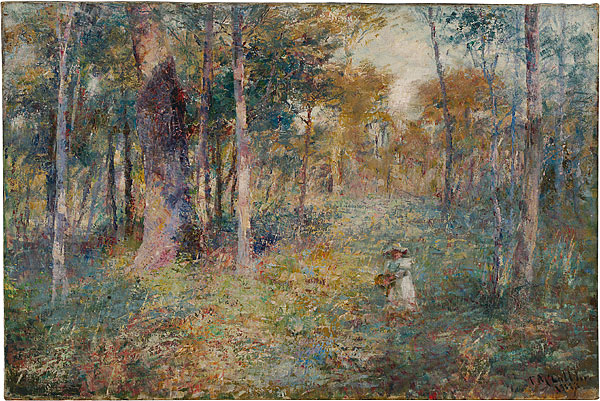
Girl in the forest
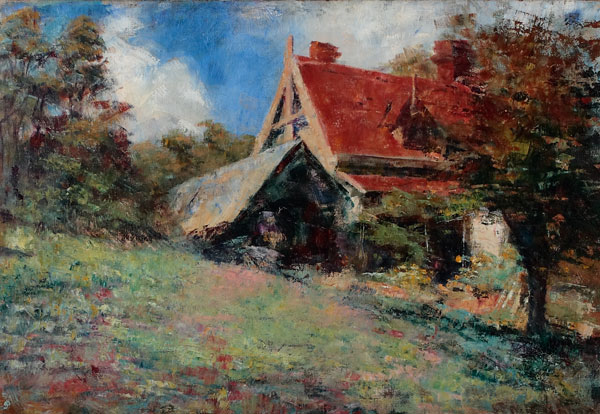
The artists studio, Macedon
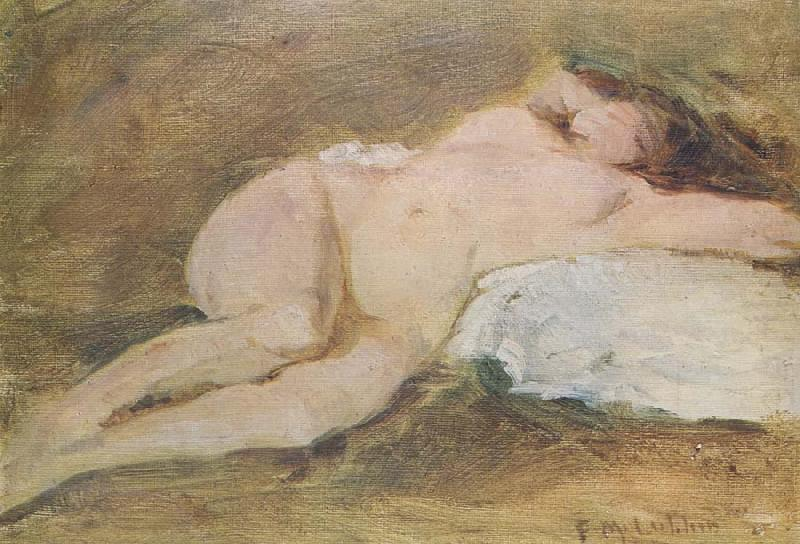
Nude study